# Алексий Харон
Алексий Харон (на гръцки: Ἀλέξιος Χάρων) е византийски управител в Южна Италия от първата половина на XI век, който е и дядо по майчина линия на император Алексий I Комнин.
Сведенията за Алексий Харон са изключително оскъдни. Информация за него се съдържа единствено в хрониката на Никифор Вриений, който е бил женен за неговата правнучка Анна Комнина. Никифор Вриений съобщава, че заради храбростта си Алексий получил прозвището Харон по името на лодкаря от гръцката митология, който превозвал душите на мъртвите през река Стикс в подземното царство. Името Харон обаче е засвидетелствано и като фамилно име.
За кариерата на Алексий Харон Вриений съобщава единствено, че той се грижел за делата на императора в ромейските провинции в Южна Италия някъде през първата половина на XI век. Въпреки че Вриений не споменава длъжността на Алексий, съществува предположение, че Харон е бил катепан на Италия, но това предположение не почива на други исторически доказателства. Според византолога Вера фон Фанкелхаузен Алексий Харон вероятно е идентична личност с Алексий Ксифия, който е бил катепан на Италия през 1006/1007 г., но проблемът на тази теория е, че Алексий Ксифия умира през 1007 г., а дъщерята на Харон – Анна Даласина, е била родена между 1020 и 1030 г.
Алексий Харон е бил женен за неизвестна по име дъщеря на Адриан Даласин, който по всяка вероятност е бил син на антиохийския дука Теофилакт Даласин. От брака им се ражда Анна Даласина, майката на император Алексий I Комнин, която използвала фамилното име на майка си заради престижа на нейния род.